# سیارک ۱۰۶۶۵
سیارک ۱۰۶۶۵ (به انگلیسی: 10665 Ortigao، نامگذاری:3019T-3) ده هزار و ششصد و شصت و پنجمین سیارک کشف شده‌است که در ۱۶ اکتبر ۱۹۷۷ کشف شد.
قدر مطلق سیارک برابر ۲۹.۵ است.